# Lilo Winterstein
Elisabeth Charlotte „Lilo“ Winterstein, auch Lilo Fuchs, (* 22. Oktober 1921 in Wien; † nach 1980) war eine deutsche Fotografin und Standfotografin beim heimischen Film.

## Leben und Wirken
Elisabeth „Lilo“ Winterstein war die Tochter des Kameramanns Willy Winterstein und der seit 1920 mit ihm verheirateten Anna Jenschke. Über ihren Vater, der sie auch beruflich ausbildete, stieß sie kurz nach dem Zweiten Weltkrieg zum Film und fertigte seitdem eine Fülle von Standfotos bundesdeutscher Kinofilme sowie zahlreiche Starporträts an. Dabei kam es nur selten zur Zusammenarbeit zwischen Vater und Tochter (wie 1959 bei Die Nacht vor der Premiere). Zwischen 1960 und 1965 war Lilo Winterstein regelmäßig die Standfotografin bei Edgar-Wallace-Leinwandadaptionen. Anschließend übte sie einige wenige Jahre lang dieselbe Funktion auch bei mehreren Jerry-Cotton-Verfilmungen aus. Seit Ende der 1960er-Jahre war Lilo Winterstein nur noch selten beim Film aktiv und fertigte zahlreiche Starporträts (etwa für Autogrammkarten) an. Nach der Arbeit an der äußerst erfolgreichen ZDF-Serie Timm Thaler zog sich die Fotografin 1980 endgültig aus dem Mediengeschäft zurück.

## Filmografie
- 1952: Der Kampf der Tertia
- 1953: Komm zurück
- 1954: Der letzte Sommer
- 1954: Kinder, Mütter und ein General
- 1955: Nacht der Entscheidung
- 1956: Made in Germany
- 1956: Das Mädchen Marion
- 1957: Haie und kleine Fische
- 1958: Schmutziger Engel
- 1958: Rivalen der Manege
- 1959: Verbrechen nach Schulschluß
- 1959: Die Nacht vor der Premiere
- 1960: Mit 17 weint man nicht
- 1960: Die Bande des Schreckens
- 1960: An einem Freitag um halb zwölf
- 1960: Der grüne Bogenschütze
- 1961: Die toten Augen von London
- 1961: Heute gehn wir bummeln
- 1961: Bis zum Ende aller Tage
- 1961: Das Rätsel der roten Orchidee
- 1962: Das Gasthaus an der Themse
- 1962: Kohlhiesels Töchter
- 1963: Das indische Tuch
- 1964: Wartezimmer zum Jenseits
- 1964: Der Hexer
- 1965: Neues vom Hexer
- 1965: Schüsse aus dem Geigenkasten
- 1965: Um null Uhr schnappt die Falle zu
- 1966: Lange Beine – lange Finger
- 1966: Die Rechnung – eiskalt serviert
- 1966: Wie ich den Krieg gewann (How I Won the War)
- 1967: Der Mörderclub von Brooklyn
- 1967: Liebesnächte in der Taiga
- 1968: Dynamit in grüner Seide
- 1973: Die Zwillinge vom Immenhof
- 1976: Die Hinrichtung
- 1979–80: Timm Thaler